# Austin Maxi
Austin Maxi este un autoturism tip hatchback, cu 5 uși produsă de British Leyland in anii '70. A fost prima mașină hatchback britanică cu 5 viteze și 5 uși.